# داريل داي
داريل داي (بالإنجليزية: Daryl Daye)‏ هو مدير فني أمريكي، ولد في 1 فبراير 1963.